# Euriphene milnei
Euriphene milnei is een vlinder uit de onderfamilie Limenitidinae van de familie Nymphalidae. De wetenschappelijke naam van de soort is voor het eerst geldig gepubliceerd in 1865 door William Chapman Hewitson.